# Igarapé Sindrichal
Igarapé Sindrichal är ett vattendrag i Brasilien.   Det ligger i delstaten Acre, i den västra delen av landet, 2 500 km väster om huvudstaden Brasília.
I omgivningarna runt Igarapé Sindrichal växer i huvudsak städsegrön lövskog. Trakten runt Igarapé Sindrichal är nära nog obefolkad, med mindre än två invånare per kvadratkilometer.